# Dorcadion sonjae
Dorcadion sonjae là một loài bọ cánh cứng trong họ Cerambycidae.